# Louis Ramond de Carbonnières
Louis François Élisabeth Ramond, barão de Carbonnières (Strasbourg, 4 de janeiro de 1755 – Paris, 14 de maio de 1827) foi um político, geólogo, explorador e botânico francês.